# Johannes Kähn

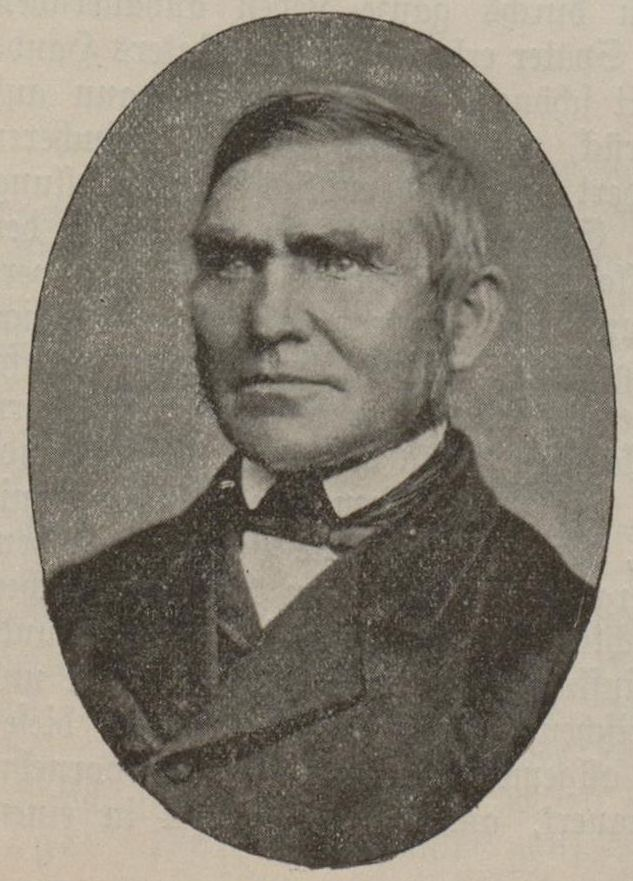
Johannes Kähn

Johannes Kähn (* 1. Februar 1810 in Baldingen, Nördlingen; † 25. Juli 1874 Baldingen) war ein deutscher Tierarzt und Dichter. Er war Distriktstierarzt der schwäbischen Stadt Nördlingen und Dichter in ries-schwäbischer Mundart.

## Leben
Kähn war der dritte Sohn und eines von sieben Kindern des Dorfschmieds J. Georg Kähn. Um ihm eine tadellose Karriere beim Militär zu sichern, schickte ihn der Vater auf die Nördlinger Lateinschule. Hier freundete er sich unter anderem mit dem späteren Dichter und Philosophen Melchior Meyr an.
Kurz nach erfolgreicher Absolvierung der von ihm anschließend besuchten Veterinärschule, büßte Johannes Kähn während einer Blatterninfektion nahezu sein ganzes Sehvermögen ein.
Nachdem sein ältester Bruder, der eigentlich die kleine Schmiede des Vaters übernehmen sollte, eine Stellung als Eskadronschmied in Ansbach fand und der zweite Bruder, Adam Kähn, zur Brauerei „Zum goldenen Roß“ in Augsburg gelangte (das heutige Brauhaus Riegele, deren späterer Besitzer er wurde), spannte der Vater kurzerhand den nunmehr für das Militär untauglich gewordenen Johannes in seinen Betrieb ein.
Weit vorher schon – sprich vor der Zeit um die 1840er Jahre – sammelte Johannes Kähn Erfahrungen im Dichten. Sein ältestes überliefertes Gedicht stammt vom ersten Januar 1830, eine gereimte Neujahrsepistel, die seinen Eltern zugedacht war.
„Auf Gott ſtets das Vertrauen ſetzen,

Ihm klagen unſere ſtille Not, --

Und auch in Freud an Ihn ſich halten,

Macht glücklich uns -- --

Und Gott wird mich zum Ziele leiten!

Es ſei für mich der größte Lohn,

Wenn meine Eltern ſagen werden:

Wir haben einen guten Sohn.“
Viel Gelegenheit zum Dichten hatte er indessen nicht; mehr als zwanzig Jahre wartete er vergeblich auf eine Anstellung als Tierarzt und half anstattdessen, eilfertig und dankbar, seinem Vater in der Schmiede. So beschränkte sich sein lyrisches Schaffen auf kleinere Versepisteln, die er zum Dank für Freunde oder zu bestimmten Anlässen verfasste. Dennoch ergaben sich beizeiten Situationen, in denen er genügen Muße zum Schreiben finden konnte – so zum Beispiel auf dem Weg zu seinem ältesten Bruder, dem er, als dieser seiner Tätigkeit als Eskadronschmied bereits nachgegangen war, einen Besuch abstattete. Hier entstand eines der Gedichte, die zu seiner Zeit am meisten Wertschätzung genossen, nämlich Der große Ochs:
„I Wirtshaus z’Dörfling bin a mol

I bei da Baura gweſa,

Dia hont ſe unterhalta guat,

Doch wärle net mit leſa.

Denn d’Karta ſind ihr liabſtes Buach,

Des leſes ohne nöata,

Oft ſitzt d’r Pfarrer oh drbei,

Tuat mit a weng laweata.

Doch ſellmols ſind ſia gar vergnüagt,

Teant eifrig diſchgarira,

Und i ſitz do, und höar so zua,

Des tuat ſia net ſchenira.

Do redes halt von allerloi,

Von guat’ und böaſa Sacha,

Und huir git’s wieder Koara gnuag,

Do loßt ſe ällas macha.

Nor Polizeiſtund iſcht'n z'bald,

des könnes net v'rſchnaufa,

A Bauer, moines, kã doch oh

So viel, wie d'Heara ſaufa.

Doch oiner ſagt: ‚O loß halt ſeĩ,

Des loß i mi net quäla,

Da Heara wurd doch ebba noh,

Was õs hont, manchmol fehla.

Mir fre at nur mei Ochſa iaz,

Do kã mi nex betrüabã,

Dia ſind doch wärla faſcht ſo groaß

Wia do d'r Nuibaur drübã.‛

Do ſtot d'r Nuibaur auf und ſagt:

‚Ei lüag und fürcht'r Sünda;

An gröaß'ra Ochſa no, als mi,

Kãſt auf der Welt net finda.‛“
In den 1850er Jahren frischte Johannes Kähn seine Beziehung zu Melchior Meyr wieder auf. Er tat dies nicht zuletzt deshalb, weil er sich durch den alten, mittlerweile recht renommierten Freund eine Möglichkeit erhoffte, um etwas mehr Aufmerksamkeit außerhalb des Nördlinger Rieses zu erlangen, was ihm jedoch nicht gelang. Dabei war Meyr seinem Dichten durchaus nicht abgeneigt, wie man aus seinem Beitrag in der Augsburger Abendzeitung entnehmen kann:

„In Nördlingen bei Beck sind „Gedichte in Rieser Mundart“ erschienen, die in mehr als einer Hinsicht empfehlenswert sind. […] Wird Grübel von Goethe ein bewußter Nürnberger Philister genannt, so darf man Kähn wohl einen bewußten Rieser Bauern nennen, ein Dorfkind, das durch erlangte Bildung nur um so offener geworden ist für das eigenartige Leben und Denken des Landvolks. […] Ein schwäbischer Volksteil, den man auch schon in Erzählungen gezeichnet hat, ist in Scherz und Ernst so charakterisiert, daß die Gedichte auch in ihren Grenzen […] bezeichnend und echt sind.“

Für die letzten Jahre seines Lebens jedoch sollte ihm das Glück zuteilwerden, als Distriktstierarzt in Nördlingen tätig sein zu dürfen. In diesem letzten Lebensabschnitt kehrte er seiner alten Leidenschaft zunehmend den Rücken. 1872 sollte er zum Anlass eines Jahresfestes des Nördlinger Arbeitervereins noch ein letztes Poem verfassen:
Vom guten Fortſchritt. Dem Arbeitervereine in Nördlingen zu ſeinem Jahresfeſte 1872. (1. und 2. Strophe)

„Schõ Viel hont meĩ Gedichtle ghöart,

Vom Friedafeſt im Ries,

Und daß oh manchem gfalla hot,

Dẽs därfe globa gwieß.

Es iſcht ja älles ſo verzählt

Wias gweſa iſcht afs Hor,

So daß wohl jeder ſaga muaß,

Ja dẽs iſcht älles wohr.

Und älle ſchtimma drum gwiß oh

Meim Wõſch von Hearza bei,

Daß oſer Schtreba ferner oh

A guater Fortſchrit[t] ſei,

A Fortſchritt in der beſchtã Weis,

Im rechta Geiſcht und Sinn,

Weil nor ã ſotter bringa kã

Im Leba reicha Gwinn.“
Am 25. Juli 1874 starb Johannes Kähn nach einmonatiger Krankheit in seiner kleinen Schmiedestube in Baldingen.

## Wissenswertes
Die Johannes-Kähn-Straße in Nördlingen sowie der Johannes-Kähn-Weg in Baldingen sind nach ihm benannt.